# Lithacodia merta
Lithacodia merta är en fjärilsart som beskrevs av William Schaus 1901. Lithacodia merta ingår i släktet Lithacodia och familjen nattflyn. Inga underarter finns listade i Catalogue of Life.